# Gribble-Aminierung
Die Gribble-Aminierung ist eine Namensreaktion der organischen Chemie, welche von Gordon W. Gribble 1974 veröffentlicht wurde. Bei der Aminierung handelt es sich um die Synthese von Indolinen oder N-alkylierten Indolinen. Im Gegensatz zu anderen Verfahren können bei dieser Aminierung Indoline ohne Polymerisation hergestellt werden.

## Übersichtsreaktion
Die Synthese von Indolinen oder N-alkylierten Indolinen geschieht direkt über eine saure Reduktion von Indolen mit Natriumborhydrid in Essigsäure (H3C-COOH).
Alternativ kann auch Natriumcyanoborhydrid und Trifluoressigsäure verwendet werden. Bei der Reaktion mit Trifluoressigsäure entsteht nur das Indolin ohne N-Alkylierung.

## Reaktionsmechanismus
Als wahrscheinliches Reduktionsmittel agiert Natriumtriacetoxyborhydrid, welches sich unter Freisetzung von Wasserstoff aus Natriumborhydrid und Essigsäure bildet:
Die Aminierung zur Synthese von einem N-alkylierten Indolin kann in drei Teilen beschrieben werden.
- Im ersten Teil wird das unalkylierte Indolin gebildet. Dabei wird Indol (1) zu Indolin (2) reduziert.

- Im zweiten Teil bildet sich Acetaldehyd (4) entweder durch intramolekularen Hydrid-Transfer aus NaBH(OAc)3, oder durch intermolekulare Reduktion von Essigsäure (3). N-Acetylindolin, welches sich durch Kondensation von Indolin und Essigsäure bilden könnte, ist nachgewiesenerweise kein Intermediat der Reaktion.[5]

- Im dritten Teil reagiert Indolin (2) mit Acetaldehyd (4). Dabei greift das freie Elektronenpaar des Stickstoffs die Carbonylgruppe von 4 an. Nach Wasserabspaltung entsteht intermediär ein Iminiumion, welches durch Angriff eines Hydrids zum N-alkylierten Indolin 5 umgesetzt wird.

## Modifikation
Mithilfe der Gribble-Aminierung können auch andere Heterocyclen reduziert werden.

## Anwendung
Im Allgemeinen wird diese Reaktion zur Reduktion von Indolen eingesetzt. Sie kann aber auch für die selektive Herstellung von unsymmetrischen tertiären Aminen verwendet werden.